# Superman 2
Superman 2 (v anglickém originále Superman II) je britsko-americký dobrodružný film z roku 1980, který natočil Richard Lester. Snímek vychází z komiksů o Supermanovi, vydávaných vydavatelstvím DC Comics. Zároveň se jedná o pokračování filmu Superman (1978), ve kterém titulní postavu rovněž ztvárnil Christopher Reeve. Roku 2006 vyšel na DVD upravený sestřih Superman II: Verze Richarda Donnera.
V roce 1983 byl do kin uveden navazující snímek Superman 3.

## Příběh
Superman zachrání Paříž před teroristy a výbuchem jejich vodíkové bomby, neboť tu vynese do vesmíru, kde exploduje. Její rázová vlna ale vysvobodí tři zločince vedené generálem Zodem ze zničené planety Krypton, Supermanova rodiště, kteří se vydají na Zemi, kterou chtějí díky svým nadlidských schopnostem ovládnout. Právě tomu musí Superman zabránit. Mezitím se jako Clark Kent sbližuje i s kolegyní Lois Laneovou.

## Obsazení
- Gene Hackman jako Lex Luthor
- Christopher Reeve jako Clark Kent / Superman
- Ned Beatty jako Otis
- Jackie Cooper jako Perry White
- Sarah Douglas jako Ursa
- Margot Kidder jako Lois Laneová
- Jack O'Halloran jako Non
- Valerie Perrine jako Eve Teschmacherová
- Susannah York jako Lara
- Clifton James jako šerif
- E. G. Marshall jako prezident USA
- Marc McClure jako Jimmy Olsen
- Terence Stamp jako generál Zod

## Produkce
Snímek vznikal souběžně s prvním dílem. Scénář pro oba filmy byl dokončen v červenci 1976, později byl ještě upraven a zkrácen. Filmy měl režírovat Guy Hamilton, ten však do Británie, kde se mělo natáčet, nemohl kvůli svému daňovému exilu, proto producenti museli najít nového režiséra. Stal se jím Richard Donner, který podepsal smlouvu na natočení snímků Superman i Superman 2.
Hlavní natáčení bylo zahájeno v březnu 1977 v anglických Pinewood Studios. Souběžné filmování dvou snímků mělo trvat osm měsíců, nicméně režisér Donner již záhy překročil rozpočet a také nedodržoval plán natáčení. Proto bylo v říjnu 1977 natáčení druhého dílu přerušeno (natočeno bylo zhruba 75 %) a Richard Donner se začal věnovat dokončení prvního filmu, který nakonec měl premiéru v prosinci 1978. Díky jeho komerčnímu úspěchu se producenti v březnu 1979 rozhodli dokončit i sequel, avšak s jiným režisérem – nově se jím stal Richard Lester. Manželé Newmanovi následně upravili scénář, do kterého mimo jiné přidali několik nových scén (včetně úvodní odehrávající se na Eiffelově věži nebo Clarkovy záchraně Lois u Niagarských vodopádů). Natáčení bylo obnoveno v srpnu 1979 a definitivně ukončeno bylo v březnu 1980. Aby Richard Lester mohl být uveden jako jediný režisér, musel přetočit některé scény, které již byly dříve nafilmovány Donnerovým štábem (těch zůstalo v konečné verzi filmu pouze asi 25 %). Využity byly lokace v Kanadě, Paříži, Norsku a na Svaté Lucii, nicméně záběry z města Metropolis, v prvním filmu představované New Yorkem, vznikly ve studiu. Rozpočet dosáhl částky 54 milionů dolarů.

## Vydání
Film Superman 2 byl do kin uveden 4. prosince 1980 v Austrálii. Následovaly premiéry v různých zemích, včetně domovské Británie 9. dubna 1981. V USA snímek utržil 108,2 milionů dolarů a stal se třetím nejvýdělečnějším filmem roku 1981.
Pro televizní vysílání připravili producenti rozšířenou verzi filmu, která oproti verzi uváděné v kinech obsahuje navíc 24 minut původně nepoužitých záběrů, včetně scén, které natočil Richard Donner.
V roce 2006 byla na DVD ve spolupráci s Richardem Donnerem vydána speciální upravená edice filmu s názvem Superman II: Verze Richarda Donnera, ve které byly využity scény natočené Donnerovým štábem. Zároveň byl sestřih filmu upraven podle původního scénáře.

## Přijetí
V dalších letech byly natočeny také navazující filmy Superman 3 (1983), Superman 4 (1987) a Superman se vrací (2006).